# 폴란드 올림픽 위원회
폴란드 올림픽 위원회(폴란드어: Polski Komitet Olimpijski)는 폴란드의 국가 올림픽 위원회이다. IOC 코드는 POL이다. 본부는 바르샤바에 있으며 유럽 올림픽 위원회에 소속되어 있다.
1918년에 설립되었으며 1919년에 국제 올림픽 위원회의 승인을 받았다. 29개 국가 하계 스포츠 종목 연맹과 8개 국가 동계 스포츠 종목 연맹이 소속되어 있으며 폴란드의 스포츠 발전을 담당한다. 또한 올림픽, 유러피언 게임을 비롯한 국제 스포츠 대회에 참가하는 폴란드의 선수들을 대표한다.

## 같이 보기
- 올림픽 폴란드 선수단